# Sebastián Baldassarri
Sebastián Baldassarri (30 de diciembre de 1976), en la ciudad de Quilmes. Es un deportista argentino que compitió en atletismo adaptado, especialista en lanzamiento de peso y lanzamiento de disco. Cursó en la UNLP, Facultad de Ciencias Jurídicas y Sociales, donde egresó en el año 2002 con el Título de Abogado. En el año 2013 se recibe de Administrador de Consorcios.
Paralelamente a su actividad laboral, se desempeñó como Atleta de alto rendimiento paralímpico, donde obtuvo varios logros tanto a nivel nacional como internacional. (*).
En 2009 la Cámara de Diputados de la Nación expresó su beneplácito por haber obtenido:
•	El premio “Jorge Newbery de Plata y de Oro” como mejor deportista del año 2008 por haber sido Abanderado de la Delegación Argentina en la inauguración de los Parapanamericano de IBSA 2009 en Colorado Spring EE. UU..
En 2009 además, fue declarado Ciudadano Ilustre de Quilmes, por el Consejo Deliberante, dada su trayectoria y logros.
En el 2010 se lo galardonó con el Premio Konex: diploma al mérito “paralímpico” en atletismo.
Se desempeñó brindando asesoramiento para distintas organizaciones, tanto de índole gubernamental como privadas, dentro de las cuales podemos mencionar las siguientes actividades:
- 2005 / 2007

Asesor Jurídico de COPINE (Comisión para la Plena Participación e Integración de las Personas con Necesidades Especiales), perteneciente al Gobierno de la Ciudad Autónoma de Buenos Aires (GCABA)
- 2005 / 2009

Miembro de la Comisión de Discapacidad del Colegio Público de Abogados de la Capital Federal (C.P.A.C.F.).
- 2008 / 2010

Coordinador del Centro de Informes de COPINE (Comisión para la Plena Participación e Integración de las Personas con Necesidades Especiales), perteneciente al GCABA.
- 2009 / 2010

Asesor de la Comisión de Discapacidad de la Cámara de Diputados del Congreso Nacional, a cargo de la diputada Ivana Bianchi.
- 2009 / 2012

Delegado titular representante de los atletas de Copar (Comité Paralímpico Argentino)
- 2010/2012.

Secretario de la Comisión de Discapacidad, del Colegio de Abogados de Quilmes (CAQ).
- 2012 / 2016

Vicepresidente de la Comisión de Discapacidad, del Colegio de Abogados de Quilmes (CAQ).
- 2017 / 2020

Prosecretario de FADeC, Federación Argentina de Deportes para Ciegos. 
- 2017 /2020

Coordinador del Comité de Derechos Humanos y Asuntos Jurídicos, de la Red Mundial Inclusiva, ONG dedicada a la temática de la discapacidad con sede en Santo Domingo, Costa Rica.
- 2017 / 2020

Fiscal de la Red Mundial Inclusiva, ONG dedicada a la temática de la discapacidad con sede en Santo Domingo, Costa Rica.
- 2017 / 2021

Secretario de Copar, Comité Paralímpico Argentino.

## MEDALLERO

### En lanzamiento de bala obtuvo los siguientes logros
- Los campeonatos Nacionales entre los años 1998 y 2017.
- Medalla de Bronce en los I Juegos Parapanamericanos México 1999
- Medalla de Plata en los Juegos Panamericanos de IBSA 2001, Spartamburg/USA
- Medalla de Bronce en los Juegos Mundiales IBSA 2003, Quebec/Canadá
- Medalla de Plata en II Juegos Parapanamericanos Mar del Plata 2003
- Medalla de Oro en los Juegos Panamericanos de IBSA 2005, San Pablo/Brasil
- Medalla de Plata en el Campeonato Mundial de Para Atletismo 2006, Assen/Holanda
- Medalla de Bronce en los Juegos Mundial de IBSA 2007, San Pablo/Brasil
- Medalla de Oro en los III Juegos Parapanamericanos Río 2007
- Medalla de Plata en los Juegos Panamericanos de IBSA 2009, Colorado Springs/USA
- Medalla de Plata en V Juegos Parapanamericanos Guadalajara 2011

### En Lanzamiento de Disco obtuvo
- Medalla de Oro en los Juegos Panamericanos de IBSA 2005, San Pablo/Brasil
- Medalla de Plata en los III Parapanamericanos Río 2007,
- Medalla de Plata categoría F11/12 en los Juegos Paralímpicos Beijing 2008 (marca 40,43 m).
- Medalla de Oro en los Juegos Panamericanos de IBSA 2009, Colorado Springs/USA
- Medalla de Oro en IV Juegos Parapanamericanos Guadalajara 2011
- Medalla de Plata en los I Juegos Parasudamericanos Santiago 2014
- Medalla de Bronce en V Juegos Parapanamericanos Toronto 2015